# Original Hoch- und Deutschmeister
De Original Hoch- und Deutschmeister zijn de laatste blaasmusikhistorische originele vertegenwoordigers van glorieuze militaire Oostenrijkse-Hongaarse muziek.

## Geschiedenis

##### Muziekkapel tot 1918
De geschiedenis van de Oostenrijkse militaire muziek gaat terug tot een order van keizerin Maria Theresia uit 1741, waarin ze verordende dat elk regiment een eigen kapel moest hebben voor troepenparades. De kapel van het infanterie regiment Hoch- und Deutschmeister Nr. 4, dat toen in Pavia gestationeerd was, hield zijn eerste parade in het jaar 1741 in Milaan ter gelegenheid van de geboorte van Joseph II.
Veel militaire muziekkorpsen werden -om economische redenen- ontmanteld, daar elke regimenthouder zijn eigen kapel moest onderhouden. De commandant van de Duits-regimenten, graaf Anton Colloredo (veldmaarschalk Anton Graf Colloredo-Mels en Wallsee, *14 november 1707; † 17 maart 1785 in Wenen) en zijn officieren, ondersteunden hun Kapel, zodat deze kon blijven voortbestaan.
De overgang van militair korps naar traditionele kapel vond plaats vanaf het jaar 1781, toen keizer Jozef II de Deutschmeister in Wenen stationeerde. Vanaf dit moment werd het de favoriete kapel van de keizer en het volk en werd deze niet alleen voor formele gelegenheden, zoals bij de wisseling van de wacht, gebruikt, maar gaf ook openbare concerten aan de voorkant van het paleis Belvedere en Schönbrunn.
De kwaliteit van de Kapelle wordt verklaard door een groot aantal bekende musici in hun gelederen, van wie sommigen ook beroemd werden als componisten. Zo behoorden o.a. Joseph Hellmesberger, Josef Bayer, Dominik Ertl, Edmund Eysler, Carl Michael Ziehrer, Alois Neidhart, Karl Mühlberger, Franz Wolfsecker, Wilhelm Wacek, Julius Herrmann, Bert Silving en Robert Stolz tot deze beroemde Kapel.
Van 1885 tot 1893 trad Carl Michael Ziehrer op als kapelmeester van de Hoch- en Deutschmeister. Succesvolle concertreizen werden in 1893 onder leiding van de reguliere Deutschmeister Kapelmeester Ziehrer uitgevoerd. Hij had speciaal een petitie ingediend voor vakantie; de Hoch-und Deutschmeisterkapelle ging in historisch uniform naar de Wereldtentoonstelling in Chicago. Gedurende deze tijd leidde Alois Neidhart, de tamboer-majoor, en een zekere Grohmann als Interimkapellmeister de Kapel. In hetzelfde jaar werd de opvolging van Ziehrer uitgeschreven, in de loop waarvan 31 aanvragen werden ontvangen, onder meer van Franz Lehar. Echter, de positie als Kapellmeister kreeg Wilhelm Wacek, die eerder actief was vanaf 1887 als stadskapelmeester in Bressanone; hij bleef tot het einde van de monarchie in 1918 Kapellmeister van de Deutschmeister. Van 1896 tot 1901 fungeerde Wilhelm Zit als regimententamboer. In 1910 zond keizer Franz Joseph de officiële kapel van de Hoch- und- Deutschmeister onder Wilhelm Wacek voor een concerttournee naar Zuid-Amerika. Deze reis werd gefinancierd door de metaalindustrieel Arthur Krupp, eigenaar van de Berndorfer Metallwarenfabrik. Laatste regimentstambour van de kapel, die na 1918 niet meer als Militaire Kapel zou fungeren, was Josef 'Pepi' Klugmayer.

##### Particuliere organisatie na 1918
Een paar jaar na het einde van de Eerste Wereldoorlog werd de traditionele kapel van de Hoch-und Deutschmeister onder initiatief van de laatste kapelmeester Wilhelm Wacek weer het officiële orkest van de Deutschmeister Federatie. De vereniging van veteranen van de Hoch-und-Deutschmeister werd opnieuw opgestart omdat eerder "Deutschmeisterkapellen", met muzikanten die geen Deutschmeister geweest waren, misbruik hadden gemaakt van de klinkende naam "Hoch-und- Deutschmeister". Zelfs een lijkendrager van de Centrale Begraafplaats in Wenen noemde zichzelf "Deutschmeister Kapellmeister".
Na de overdracht van de dirigeerstok door Wacek aan Julius Herrmann in 1931, bleef het als de "Furtwängler militaire band" of ook wel de "Oostenrijkse marskoning" genoemd, tot in de huidige 21e eeuw bestaan als een particuliere organisatie.
Na de annexatie van Oostenrijk door nazi-Duitsland werden de Hoch-und-Deutschmeister, samen met de Oostenrijkse militaire muziekkapellen in Het Duitse Rijk met hun Duitse militaire banden met hun instrumenten in de normale stemming geïntegreerd.
Na het einde van de Tweede Wereldoorlog in 1945, vormen de oorspronkelijke Hoch- und- Deutschmeister zich opnieuw. Ze speelden onder andere op 27 april 1945 op het Stadhuisplein tijdens de Oostenrijkse Onafhankelijkheidsverklaring en de proclamatie van de Tweede Republiek (Oostenrijk) van kanselier Karl Renner en verzorgden op 1 mei 1945 op de Schwarzenbergplatz een concert, maar nog steeds zonder de traditionele blauwe uniformen.
Men voerde ook de oude traditie en dus de hoge stemming, de Cornetton, opnieuw in. Vanaf die tijd tot de dood van Herrmann in 1977 werden vele opnames gemaakt, onder andere een kerstliederenopname. Gedurende deze tijd werden vele tournees gemaakt: onder andere van 1958 tot 1962 onder het motto "Vienna op Parade" ondernam men drie grote reizen naar Amerika en speelde men meer dan 300 uitverkochte concerten. Daarbij gaven “The Original High and German Masters” ook gastoptredens in 1960 in The Carnegie Hall in New York – voor Ernst Mosch met zijn Egerländern hier optrad.
Bondskanselier Julius Raab eerde Julius Herrmann voor zijn grote bijdragen aan het behoud van het beroemde muziekkorps en zijn werk als dirigent, componist en vertolker van de Weense traditie van muziek, met de zilveren decoratie van de Republiek Oostenrijk. Later ontving Julius Herrmann ook nog de titel van professor.

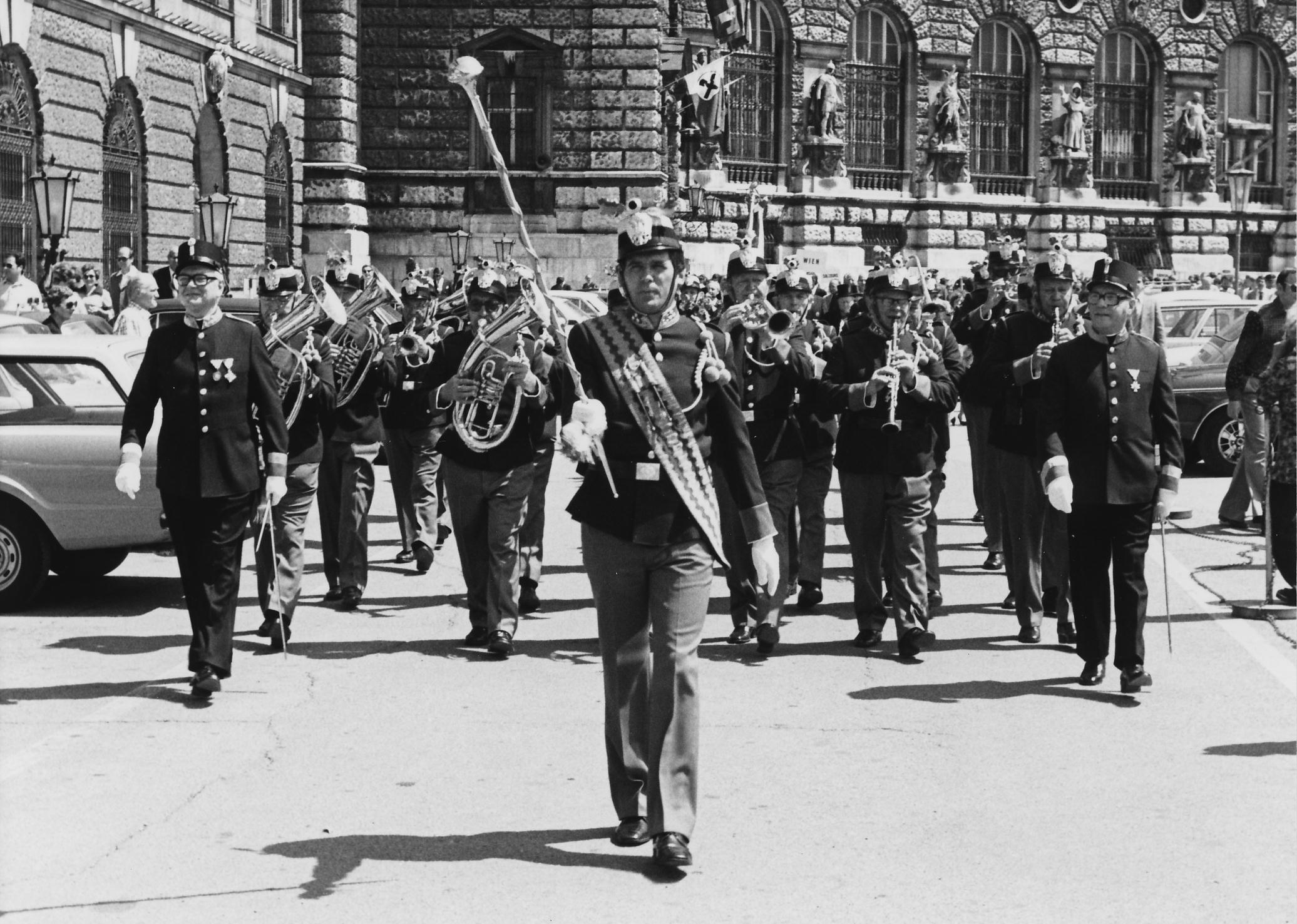
Original Hoch- und Deutschmeister 1977

##### Reorganisatie als een traditionele vereniging in 1977
Na de onverwachte dood van Julius Herrmann in het voorjaar van 1977, kozen de vaste muzikanten de voormalige muziekmeester en fluitist Ferdinand Kastner tot nieuwe dirigent en besloten ook dat er een nieuwe vereniging zou opgericht worden. Ferdinand Kastner leidde twee repetities als kapelmeester en legde de functie terug om onder de nieuwe dirigent Prof. Horst Winter weer fluit te spelen. De organisatorische werking van de kapel nam de muziekmanager Wilhelm Breitenfeld (1918-1998), hoofd van de Oostenrijkse internationale Künstlervermittlung ÖIK, op zich. Op 6 mei 1977 werd onder de naam "Original Hoch-und-Deutschmeister "Kapel van de K. en K. InfanterieRegiment Hoch-und-Deutschmeistger no. 4" tot oprichting van een vereniging overgegaan, die in het Centraal Register van Verenigingen onder ZVR 385.688.411 geregistreerd werd.
Op 17 juli 1977 dirigeerde Harry de Winter het eerste concert op de Michaelerplatz als de nieuwe muzikaal directeur. Op dit concert werd een getrouwe kopie van de regimentsvlag plechtig ingewijd door Aartsbisschop-Koadjutor Franz Jachym. Sindsdien is het origineel in het Heeresgeschichtliches Museum in Wenen ondergebracht. De periode van Winter omvat talrijke tours in Europa, zoals Duitsland, Luxemburg en Zwitserland. Daarnaast speelde de wereldberoemde Kapelle op het Wereldkampioenschap in Spanje in 1982 en nam verschillende opnames op. Zelfs het 250-jarig bestaan van de Kapelle en het 300-jarig bestaan van de Hoch-und-Deutschmeister werden tijdens deze periode gevierd.
Om gezondheidsredenen overhandigde professor Horst Winter de muzikale leiding aan professor Ottokar Drapal in 1998, die al jarenlang solo-klarinettist was bij het Weense radio-symfonieorkest en lange tijd naast Horst Winter als tweede Kapellmeister had gediend. Hij stierf kort daarna.
Sinds 1999 leidt Reinhold Nowotny de kapel. Zoals eerder, speelt de band in de hoge stemming, de Turkse toon, en marsen - in tegenstelling tot alle andere kapellen in Oostenrijk - volgens de oude regels. Sinds 2010 zorgen de originele Hoch-und-Deutschmeister voor muzikaal entertainment in de Fete Imperiale, het zomerbal van de Spaanse rijschool.
De oorspronkelijke Hoch- und Deutschmeister hebben als traditionele Kapel een missie door het spelen -elke zaterdag van eind april tot half oktober- van een gratis concert op de openbare binnenplaats van de Hofburg. Dit evenement, ook wel bekend als “BURGMUSIK” (kasteelmuziek) herinnerde aan het einde van de monarchie en was een aantrekkingsevenement geworden voor bezoekers van de stad Wenen. Om 10:45 marcheerden de Deutschmeister in hun historische uniformen over de Kohlmarkt en de Michaelerplatz naar de Burghof en speelden daar in het traditionele cirkelarrangement, om kort voor 12 uur terug te marcheren naar de Michaelerplatz.

## Bijzonderestemmingen speciale instrumenten
De originele Hoch- en Deutschmeister zijn de laatste originele vertegenwoordigers van militaire Oostenrijks-Hongaarse muziek. Terwijl de meeste resterende militaire orkesten overschakelden naar de internationale stemming van atmosfeer (440 Hz) na de Tweede Wereldoorlog, bleven de oorspronkelijke Hoch-und-Deutschmeister het een halve toon hoger gelegen "hoge moraal", de Cornetton aanhouden. De cornetton gaat terug naar het oude veld en de militaire muziek, die goed buiten en in het marcherende gezelschap gehoord moest worden. Een ander speciaal kenmerk van het orkest zijn de oude instrumenten die nog worden gebruikt. Er zijn nog steeds trompetten en trombones met kleppen in gebruik, en in plaats van de gebruikelijke bastuba wordt de traditionele Helicon gebruikt.
Zelfs de beroemde Weense muziekcriticus Eduard Hanslick was een van de eersten die er voor opkwam om de karakteristieke hoge stemming- die afwijkt van de gewone Internationale Stemming- in te voeren, omdat ze van ver te horen is. De hoge stemming kan ook worden verwaarloosd bij de zangstemmen, die in Theater en Opera worden gebruikt. Daarnaast is volgens Hanslick het samenspel tussen Militaire en gewone Burgerkapellen niet het doel op zich. Hij noemde de hoge stemming daarom een "gerechtvaardigde eigenaardigheid".

## Discografie
1953: Christmas Carols gespeeld door The German Champion Band (Westminster) Vinyl
1956: Here's That Band Again (Westminster) Vinyl
1965: de originele Duitse en Duitse kampioenen. Episode 2 (Elite Special) Vinyl
1966: "The World Famous Sousa Marches" (Westminster) Vinyl
1969: het originele Hoch- en Deutschmeister (Perl) Vinyl
1970: de Hochmeister en Deutschmeister zijn hier (Falcon) Vinyl
1973: The Original Hoch- and Deutschmeister (Europe) Vinyl
1974: Julius Herrmann en het originele Hoch- und Deutschmeister (BASF) Vinyl
1974: Servus Wien - Julius Herrmann en het originele Hoch- und Deutschmeister (BASF) Vinyl
Na 1977: wij van K. en K. - The Hoch- and Deutschmeister; Regie: Prof. Horst Winter (Ariola) Vinyl
1979: Groeten uit Wenen - het Hoch- en Deutschmeister spelen Robert Stolz (Ariola) Vinyl
1988: Van de Hofburg tot Schönbrunn (Koch International) Audio-CD•
1989: Oostenrijkse militaire marsen - The Orig. Hoch- und Deutschmeister (Sonia) Audio-CD
1992: 250 Original High en German Champions (Koch International) Audio-CD
1993: Magic of the Monarchy (Koch International) Audio-CD
1997: Wenen, Wenen alleen u alleen (Koch International) Audio-CD
2003: Muziektraditie van Old Austria (Tyrolis) Audio-CD
2007: verzoekconcert (Tyrolis) Audio-CD
2008: Marschkönige (Tyrolis) Audio-CD
2010: van Burgmusik in Wenen (Tyrolis) Audio-CD
2019: de Duitse kampioenen zijn hier (Tyrolis) Audio-CD

## Weblinks
- Website - Original Hoch- und Deutschmeister
- Original Hoch- und Deutschmeister - Deutschmeister Regimentsmarsch. YouTube (18.7.2019)
- Friedrich Anzenberger (Hg.), Symposiumsbericht. Symposium zur Musik der "Hoch- und Deutschmeister" in der Donaumonarchie (Spittal an der Drau 2016).
- Raimund Sulz, Hoch- und Deutschmeisterkapelle(n) von 1918 bis 1945 – Repräsentation ‚alter‘ Werte in einer neuen Zeit (ungedr. Diplomarbeit, Universität Wien 2018).